# Bryconamericus foncensis
Bryconamericus foncensis är en fiskart som beskrevs av Román-valencia, Vanegas-ríos och Ruiz-c. 2009. Bryconamericus foncensis ingår i släktet Bryconamericus och familjen Characidae. Inga underarter finns listade.